# Belagerung von Arras (1640)
Les Avins – Löwen – Tornavento – Guetaria – Fontarrabie – Corbie – Diedenhofen 1639 – Turin – Arras 1640 – Aire-sur-la-Lys – La Marfée – Honnecourt – Barcelona – Cartagena – Diedenhofen 1643 – Rocroi – Orbetello – Fort Mardyck – Dünkirchen – Rethel – Bordeaux – Lens – Arras 1654 – Valenciennes – Dünenschlacht
Die Belagerung von Arras im Jahr 1640 war eine Auseinandersetzung innerhalb des Französisch-Spanischen Kriegs von 1635 bis 1659. Sie führte zur Besetzung der Stadt Arras durch französische Truppen am 9. August 1640. In der Literatur bildet die Belagerung den Hintergrund für den vierten Akt von Edmond Rostands Drama Cyrano de Bergerac.

## Hintergrund
Frankreich und die Niederlande hatten 1635 eine Allianz zur Eroberung der spanischen Niederlande geschlossen, die wenig erfolgreich war. Im Jahr 1640 gingen sie gegen die Stadt Arras vor, die von den Spaniern besetzt gehalten wurde.
Die spanischen Truppen standen unter dem Kommando von Ferdinand von Spanien, Gouverneur der spanischen Niederlande, die französischen unter dem der Marschälle von Frankreich Gaspard III. de Coligny, genannt Marschall von Châtillon, Honoré d’Albert, genannt Maréchal de Chaulnes, und Charles de La Porte, genannt Maréchal de la Meilleraye, die niederländischen unter dem Kommando von Friedrich Heinrich von Oranien, dem Statthalter der Vereinigten Niederlande.
Am 15. Juli 1638 hatte Châtillon die Belagerung von Saint-Omer abbrechen und die Stadt den Spaniern überlassen müssen, am 29. Juni 1639 hatte er Hesdin eingenommen. Das Ziel war es nun, die Spanier in die Zange zu nehmen. Friedrich Heinrich griff Brügge an, La Meilleraye kämpfte an der Maas, die Franzosen operierten weiter im Artois. Der Plan scheiterte jedoch, als das Fort de Charlemont oberhalb von Givet und die Festung Mariembourg La Porte widerstanden. La Porte wurde ins Artois zurückgerufen, durchquerte den Hennegau und das Cambrésis und bezog am 13. Juni 1640 vor Arras Stellung. Châtillon und Chaulnes stießen später dazu. 23.000 Infanteristen (Fantassins) und 9.000 Reiter lagerten nun vor der Stadt. In Arras organisierte Owen Roe O’Neill, Ire in spanischen Diensten, mit 2.000 Männern die Verteidigung.

## Die spanische Antwort
Ferdinand von Spanien eilte nach Lille, wo der General Lamboy und der Herzog Karl IV. von Lothringen zu ihm stießen. Eine spanische Armee von 20.000 Männern kam so zusammen, die am 9. Juli 1640 ihr Feldlager in Mont-Saint-Éloi wenige Kilometer von Arras entfernt aufschlug. Ferdinand entschied, die Belagerer nicht anzugreifen, ihnen aber den Zugang zur Verpflegung abzuschneiden. Von Avesnes-le-Comte zwischen Arras, Hedsin und Doullens aus fing er die Nachschubkonvois ab; gleichzeitig verstärkte er seine Armee, bis er 20.000 Soldaten und 12.000 Reiter befehligte.

## Der Nachschubkonvoi
Richelieu, der mit dem König in Amiens war, organisierte in aller Eile ebenfalls einen Nachschubtransport bestehend aus Munition und Nahrung und einer Eskorte von 18.000 Mann unter dem Befehl des Gouverneurs von Lothringen, François de L’Hôpital. Der Konvoi wurde am Morgen des 2. Augusts auf halber Strecke zwischen Doullens und Arras von La Meilleraye und Chaulnes, die selbst von 6000 Männern begleitet wurden, in Empfang genommen. Ferdinand von Spanien nutzte die Abwesenheit des Kontingents aus, Châtillon mit dem Rest der Armee anzugreifen.

## Der Fall von Arras
Châtillon verfügte nur noch über 15.000 hungrige und übermüdete Männer. Der Herzog von Lothringen führte den Hauptangriff auf die von Oberst Josias Rantzau gehaltene Befestigung. Diese wurde mehrfach erobert und zurückerobert, bis Jean de Gassion an der Spitze von 1.000 Reitern die Rückkehr von La Meilleraye und Chaulnes einläutete und damit das Blatt wendete. Ein letzter Angriff der Truppen Rantzaus wehrte den spanischen Angriff endgültig ab. Die Ankunft La Meillerayes und Chaulnes‘ mit der Kavallerie und anschließend dem Hauptteil der Armee unter L’Hôpital führte zum spanischen Rückzug. Am Morgen des 3. August forderten die französischen Generäle die Stadt zur Kapitulation auf. Arras widerstand noch bis zum 7. August, bis eine Bresche in die Stadtmauer geschlagen wurde und die Franzosen in die Stadt eindrangen. Die Kapitulation wurde am 9. August vor Ferdinand von Spanien unterzeichnet.

## Konsequenzen
Die Stadt stand nun unter französischer Herrschaft, behielt aber ihre Privilegien und ihren Status als Sitz des Parlement des Artois. Sie blieb katholisch und die Religionsfreiheit wurde nicht eingeführt. Die Einnahme von Arras, das lange in spanischer Hand war, steigerte das Zutrauen der Franzosen. Der Fürst von Carignan, der in spanischen Diensten die Aufhebung der Belagerung von Saint-Omer erreicht hatte, trat am 18. September 1640 in französische Dienste. Vom Frühjahr bis zum September 1641 wurden weitere spanischen Festungen wie Aire-sur-la-Lys, Lens, Bapaume und La Bassée erobert. Ende 1641 hatte Frankreich das Artois wieder unter Kontrolle.
François de l’Hôpital und Jean de Bassion wurden 1643, Josias Rantzau 1645 zu Marschällen von Frankreich ernannt. Mit dem Pyrenäenfrieden 1659, der den seit 1635 andauernden Krieg zwischen Frankreich und Spanien beendete, kam Arras endgültig an Frankreich.